# Chōjun Kameya
Chōjun Kameya (亀谷長純?, Kameya Chōjun; Saitama, 10 novembre 1976) è un pilota motociclistico giapponese ritiratosi dall'attività agonistica.

## Carriera
Per quanto riguarda le competizioni del motomondiale, le sue partecipazioni sono state sempre come wild card in Gran Premi disputati in Giappone e sempre nella classe 250. Nel 1997 e nel 1998 corre con la Suzuki nel Gran Premio motociclistico del Giappone, arrivando in zona punti e classificandosi rispettivamente 36º e 31º al termine della stagione. Nel 1999 corre come wild card con una Suzuki GSX-R750 del Team Suzuki la prova giapponese del campionato mondiale Superbike sul circuito di Sugo, non ottiene piazzamenti a punti nelle due gare.
Dal 2002 al 2004 corre con una Honda, ottenendo punti nei primi due anni e classificandosi 26 e 27º in classifica generale. Terminata l'esperienze nel mondiale continua a gareggiare nel campionato giapponese fino al termine del 2014 quando annuncia il proprio ritiro dall'agonismo.

## Parentela
Chōjun Kameya è il cugino di Daijirō Katō, motociclista giapponese campione del mondo della classe 250 nel 2001, deceduto in seguito a un incidente nel Gran Premio del Giappone del 2003.

## Risultati in gara

### Motomondiale
| 1997 | Classe | Moto   |  |    |  |  |  |  |  |  |  |  |  |  |  |  |  |  | Punti | Pos. |
| ---- | ------ | ------ |  | -- |  |  |  |  |  |  |  |  |  |  |  |  |  |  | ----- | ---- |
| 1997 | 250    | Suzuki |  | 15 |  |  |  |  |  |  |  |  |  |  |  |  |  |  | 1     | 36º  |

| 1998 | Classe | Moto   |    |  |  |  |  |  |  |  |  |  |  |  |  |  |  |  | Punti | Pos. |
| ---- | ------ | ------ | -- |  |  |  |  |  |  |  |  |  |  |  |  |  |  |  | ----- | ---- |
| 1998 | 250    | Suzuki | 13 |  |  |  |  |  |  |  |  |  |  |  |  |  |  |  | 3     | 31º  |

| 2001 | Classe | Moto   |    |  |  |  |  |  |  |  |  |  |  |  |  |  |  |  | Punti | Pos. |
| ---- | ------ | ------ | -- |  |  |  |  |  |  |  |  |  |  |  |  |  |  |  | ----- | ---- |
| 2001 | 250    | Yamaha | NP |  |  |  |  |  |  |  |  |  |  |  |  |  |  |  | 0     |      |

| 2002 | Classe | Moto  |   |  |  |  |  |  |  |  |  |  |  |  |  |  |  |  | Punti | Pos. |
| ---- | ------ | ----- | - |  |  |  |  |  |  |  |  |  |  |  |  |  |  |  | ----- | ---- |
| 2002 | 250    | Honda | 7 |  |  |  |  |  |  |  |  |  |  |  |  |  |  |  | 9     | 26º  |

| 2003 | Classe | Moto  |  |  |  |  |  |  |  |  |  |  |  |  |    |  |  |  | Punti | Pos. |
| ---- | ------ | ----- |  |  |  |  |  |  |  |  |  |  |  |  | -- |  |  |  | ----- | ---- |
| 2003 | 250    | Honda |  |  |  |  |  |  |  |  |  |  |  |  | 10 |  |  |  | 6     | 27º  |

| 2004 | Classe | Moto  |  |  |  |  |  |  |  |  |  |  |  |    |  |  |  |  | Punti | Pos. |
| ---- | ------ | ----- |  |  |  |  |  |  |  |  |  |  |  | -- |  |  |  |  | ----- | ---- |
| 2004 | 250    | Honda |  |  |  |  |  |  |  |  |  |  |  | 16 |  |  |  |  | 0     |      |

| Legenda | 1º posto        | 2º posto            | 3º posto            | A punti      | Senza punti        | Grassetto – Pole position Corsivo – Giro più veloce |
| Legenda | Gara non valida | Non qual./Non part. | Ritirato/Non class. | Squalificato | '-' Dato non disp. | Grassetto – Pole position Corsivo – Giro più veloce |

### Campionato mondiale Superbike
| 1999 | Moto   |  |  |  |  |  |  |  |  |  |  |  |  |  |  |  |  |  |  |  |  |  |  |  |  |    |     | Punti | Pos. |
| ---- | ------ |  |  |  |  |  |  |  |  |  |  |  |  |  |  |  |  |  |  |  |  |  |  |  |  | -- | --- | ----- | ---- |
| 1999 | Suzuki |  |  |  |  |  |  |  |  |  |  |  |  |  |  |  |  |  |  |  |  |  |  |  |  | 18 | Rit | 0     |      |

| Legenda | 1º posto        | 2º posto            | 3º posto           | A punti      | Senza punti        | Grassetto – Pole position Corsivo – Giro più veloce |
| Legenda | Gara non valida | Non qual./Non part. | Ritirato/Non class | Squalificato | '-' Dato non disp. | Grassetto – Pole position Corsivo – Giro più veloce |